# Che - Guerriglia
(Che)
Che - Guerriglia (Guerrilla) è un film biografico del 2008 diretto da Steven Soderbergh.
Pellicola biografica basata sulle vicende del rovesciamento della guerra rivoluzionaria e del Movimento Simón Bolívar sorto in Bolivia nel 1965 e guidato da Ernesto "Che" Guevara.

## Trama
Gli ultimi tre anni di vita di Ernesto "Che" Guevara dopo il trionfo della Rivoluzione cubana: dal 1965 quando il Che decide di lasciare tutto, sua moglie, i suoi figli e tutti gli incarichi politici a Cuba per andare in Bolivia per dar vita a una nuova rivoluzione fino alla sua morte il 9 ottobre 1967 a La Higuera.
Giunto a La Paz sotto falsa identità, incontra altri rivoluzionari dell'Esercito di Liberazione Nazionale e insieme a loro si incammina verso la giungla per dar vita a un'insurrezione armata.
Tuttavia, al 280º giorno della rivoluzione Che si ammala e riesce a malapena a respirare a causa della sua asma acuta. Tuttavia, continua a guidare il suo gruppo verso l'altra colonna di rivoluzionari. Il 302° giorno, l'esercito boliviano sbaraglia l'altra colonna, uccidendo tra gli altri i collaboratori del Che Tania Bunke e Juan Acuña Ñunez in un'imboscata mentre questi ultimi tentavano di attraversare il Vado del Yeso. Al 340° giorno, Guevara viene intrappolato dall'esercito boliviano nel burrone di Yuro vicino al villaggio di La Higuera: il Che rimane ferito e viene catturato.
Il giorno dopo, arriva con un elicottero l'agente cubano-americano della CIA Alejandro Ramírez (una versione romanzata di Félix Rodríguez), intenzionato ad interrogare il Che, ma senza successo. L'alto comando boliviano quindi telefona e ordina l'esecuzione di Guevara (utilizzando il famigerato codice "Ordine 600"). Il 9 ottobre 1967 viene colpito a morte da un sergente dell'esercito boliviano mezzo ubriaco e il suo cadavere viene legato ad un elicottero e trasportato in volo per essere oltraggiato.
In un flashback finale, nel 1956 Guevara è a bordo del Granma intento a guardare l'oceano. Intanto i fratelli Fidel e Raúl Castro sono sulla prua della nave a discutere, simbolo che la Rivoluzione cubana sta per iniziare

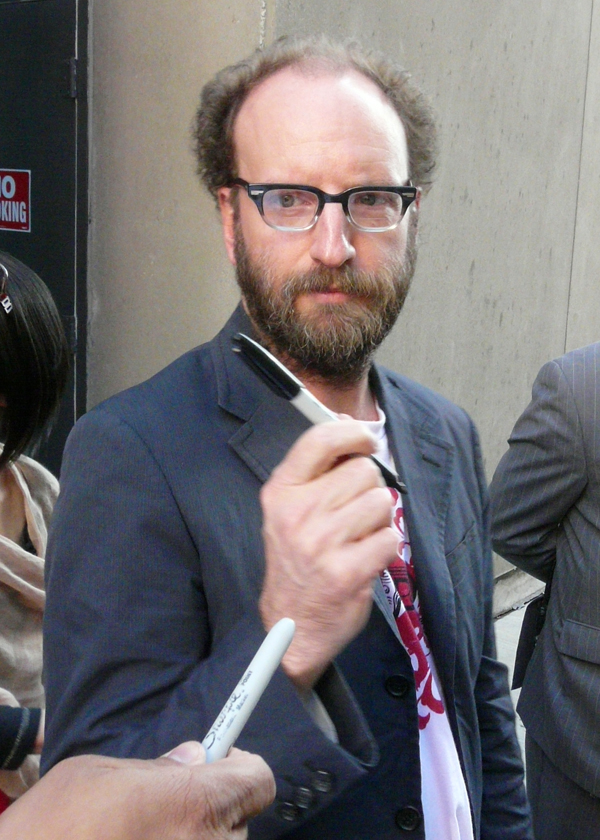
Steven Soderbergh al firma copie della première del film al Toronto Film Festival

## Produzione
Che - Guerriglia è la seconda di due parti dedicate alla figura di Che Guevara: la prima Che - L'argentino è sempre diretta da Soderbergh. Le due parti, riunite in un unico film, sono state presentate in concorso al 61º Festival di Cannes, dove il protagonista Benicio del Toro ha vinto il premio per la miglior interpretazione maschile.

### Cast
Nel film compare in un cameo l'attore Matt Damon nei panni di un prete. L'attore aveva già lavorato con il regista Steven Soderbergh nella trilogia degli Ocean, e nel 2009 ha proseguito tale sodalizio interpretando il protagonista di The Informant!, diretto appunto da Soderbergh.
Il protagonista Benicio Del Toro, che parla spagnolo portoricano, per interpretare il Che ha dovuto imparare a parlare spagnolo argentino. Inoltre, Del Toro all'inizio aveva contattato Ryan Gosling per fargli interpretare il ruolo di Benigno "Beni" Ramirez: per prepararsi per il ruolo, Gosling aveva incontrato il reale Benigno, che aveva tentato di insegnargli un po' di spagnolo. Tuttavia, i gravi problemi che Gosling aveva riscontrato nell'imparare lo spagnolo lo hanno portato alla fine ad abbandonare il progetto. Perciò il ruolo alla fine è andato all'attore portoricano Armando Riesco.

### Riprese
La quasi totalità delle vicende del film è ambientata in spazi aperti, tra La Paz e le foreste della Bolivia. Altre location toccate dalle riprese sono state Huelva e Jimena de la Frontera, entrambe situate in Andalusia (Spagna).
Inoltre, nel 2006, poco prima che la sede centrale delle Nazioni Unite subisse importanti lavori di ristrutturazione, Benicio Del Toro e Soderbergh girarono la scena del celebre discorso tenuto da Guevara all'Assemblea generale delle Nazioni Unite nel 1964.
Il budget del film è di circa 58 milioni di dollari.

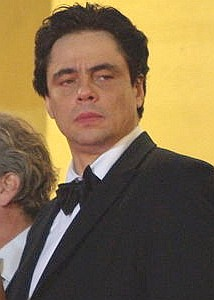
Il protagonista Benicio del Toro alla première del film al Festival di Cannes 2008

## Colonna sonora
La colonna sonora del film è stata completamente composta e curata da Alberto Iglesias, stretto collaboratore di Pedro Almodóvar nonché uno dei più grandi compositori spagnoli di sempre.

## Distribuzione
Che, sia la prima che la seconda parte, è stato presentato in anteprima mondiale il 21 maggio 2008 al Festival di Cannes, nonché al Toronto International Film Festival pochi giorni dopo. La IFC Films successivamente ha acquistato i diritti di distribuzione del film negli Stati Uniti, dove il film è uscito nel gennaio del 2009 a New York e Los Angeles, con l'obiettivo di qualificarsi per gli Oscar, cosa che poi non è avvenuta.
Il film è stato distribuito nelle sale cinematografiche dell'Italia dalla BiM Distribuzione, a partire dal 30 aprile 2009.

## Accoglienza

### Incassi
In Italia al botteghino Che - Guerriglia ha incassato nelle prime 6 settimane di programmazione 669 mila euro, di cui 266 mila solo nel primo weekend.

### Critica
Il film è stato acclamato all'unanimità dalla critica cinematografica, e ha ricevuto il plauso di critica e pubblico.
Già alla sua anteprima al Festival di Cannes, Che è stato un successo. Dopo la proiezione, James Rocchi del Cinematical ha descritto il film come "espressivo, innovativo, sorprendente ed emozionante" e anche "audace, bello, cupo e brillante". Rocchi ha definito il film "un'opera d'arte" che "non è solo la storia di un rivoluzionario" ma "una rivoluzione in sé e per sé".
Il critico e editorialista Jeffrey Wells ha definito il film "brillante", "storicamente esatto" e "il film più emozionante del Festival di Cannes di quest'anno". Il critico è arrivato a descrivere Che come "un film da sogno".
Leggermente meno entusiastica è stata la recensione di Peter Bradshaw che, scrivendo per The Guardian, ha spiegato che questo film potrebbe essere considerato il "capolavoro imperfetto" di Steven Soderbergh: "avvincente ma strutturalmente frammentato e a volte purtroppo reticente, nel raccontare l'incredibile mondo interiore che aveva in sé il Che."

## Riconoscimenti
- 2008 - Festival di Cannes[14]
  - Miglior interpretazione maschile a Benicio del Toro[15]
- 2009 - Premio Goya[16]
  - Miglior attore protagonista a Benicio Del Toro
  - Miglior scenografia a Antxón Gómez
  - Candidatura per la migliore sceneggiatura non originale a Pietro Buchman
  - Candidatura per la miglior colonna sonora a Alberto Iglesias
  - Candidatura per la miglior produzione a Cristina Zumárraga